# Sceloporus serrifer
A Sceloporus serrifer a hüllők (Reptilia) osztályának pikkelyes hüllők (Squamata) rendjébe, ezen belül a békagyíkfélék (Phrynosomatidae) családjába tartozó faj.

## Előfordulása
A Sceloporus serrifer Texas déli részén és Mexikóban fordul elő. 700-2300 méteres tengerszint fölötti magasságban él. A nagy előfordulási területe miatt, ez a gyíkfaj nem veszélyeztetett. Állománynagysága nem ismert, de körülbelül 10000-100000 főből állhat. Mexikóban közönségesnek számít.

## Alfajai
- Sceloporus serrifer serrifer Cope, 1866
- Sceloporus serrifer cyanogenys Cope, 1885 - 1987-ig külön fajnak számított, Sceloporus cyanogenys néven
- Sceloporus serrifer plioporus H.M. Smith, 1939
- Sceloporus serrifer prezygus H.M. Smith, 1942

## Életmódja
A sziklás, köves és törmelékes helyeket választja élőhelyül. Megtalálható a kőhidakon, valamint az elhagyott házak falain is. A talaj repedéseibe menekül, ha veszélyt észlel.

## Felnőtt és fiatal példányok a bristoli állatkertben

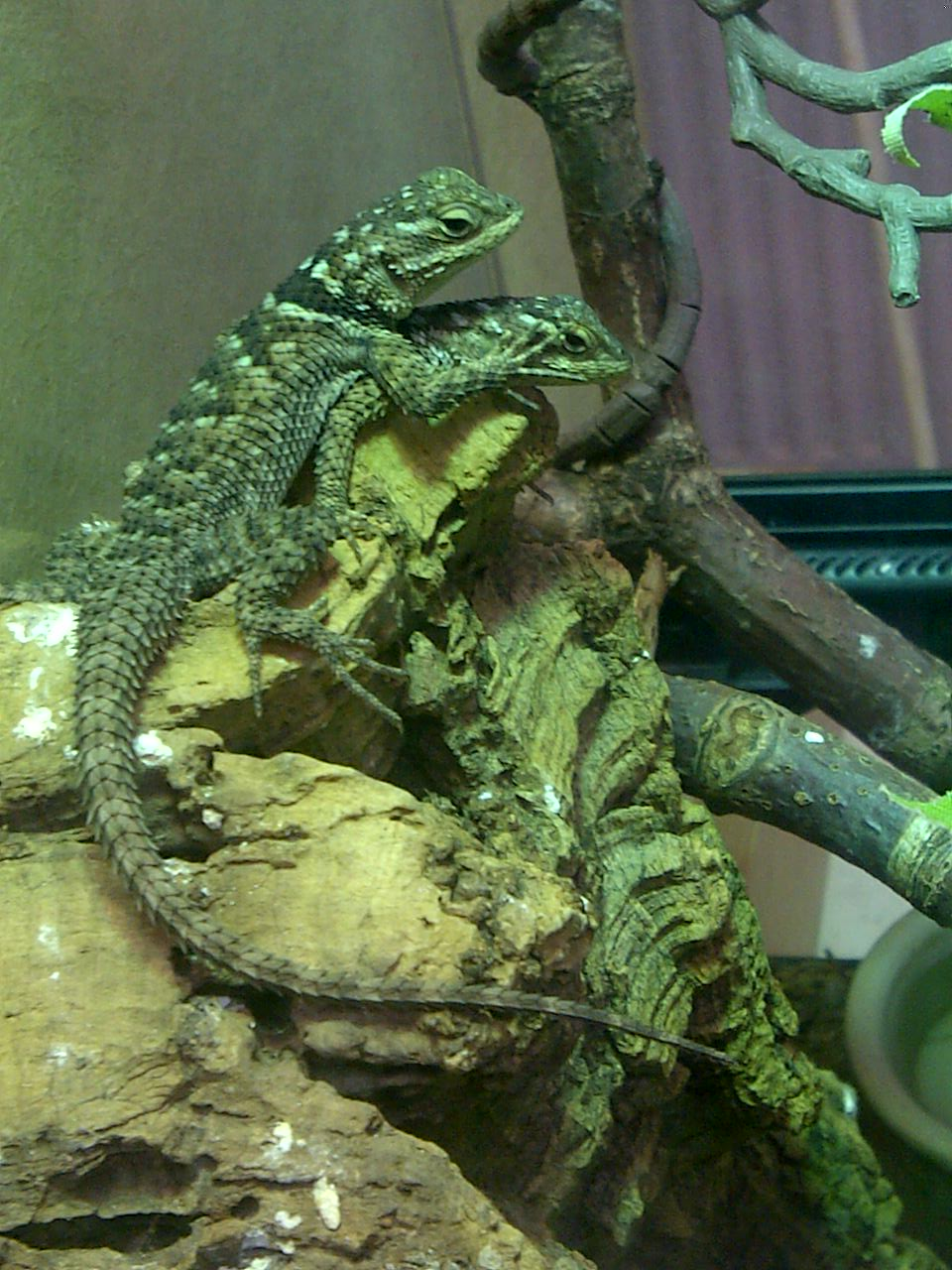